# Antidepresivo noradrenérgico y serotonérgico específico

Estructura química de la mirtazapina

Los antidepresivos serotoninérgicos y noradrenérgicos específicos (NaSSA) son una clase de psicofármacos utilizados principalmente como antidepresivos. Actúan antagonizando el Receptor adrenérgico alfa 2 y ciertos receptores de la serotonina, como el 5-HT2A, 5-HT2C, 5-HT3 5-HT6 y 5-HT7. Mediante el bloqueo de los autorreceptores y heterorreceptores alfa 2-adrenérgicos, los fármacos NaSSAs mejoran la neurotransmisión adrenérgica y serotoninérgica en el cerebro, involucrada en la regulación del estado de ánimo, en particular la transmisión mediada por el 5-HT 1A. Además, debido al bloqueo de los receptores de serotonina, la neurotransmisión serotoninérgica no se facilita en zonas no deseadas, lo que impide la incidencia de muchos efectos secundarios a menudo asociados con los ISRS. Por eso son llamados específicos.

## Lista de fármacos NaSSAs
Incluyen los siguientes compuestos:
- Aptazapina (CGS-7525A)
- Esmirtazapina (ORG-50, 081)
- Mianserina[4]
- Mirtazapina[4]
- Setiptilina

Notablemente, todos estos compuestos son análogos y también se clasifican como antidepresivos tetracíclicos (TECA) sobre la base de sus estructuras químicas.